# Uschi Brüning

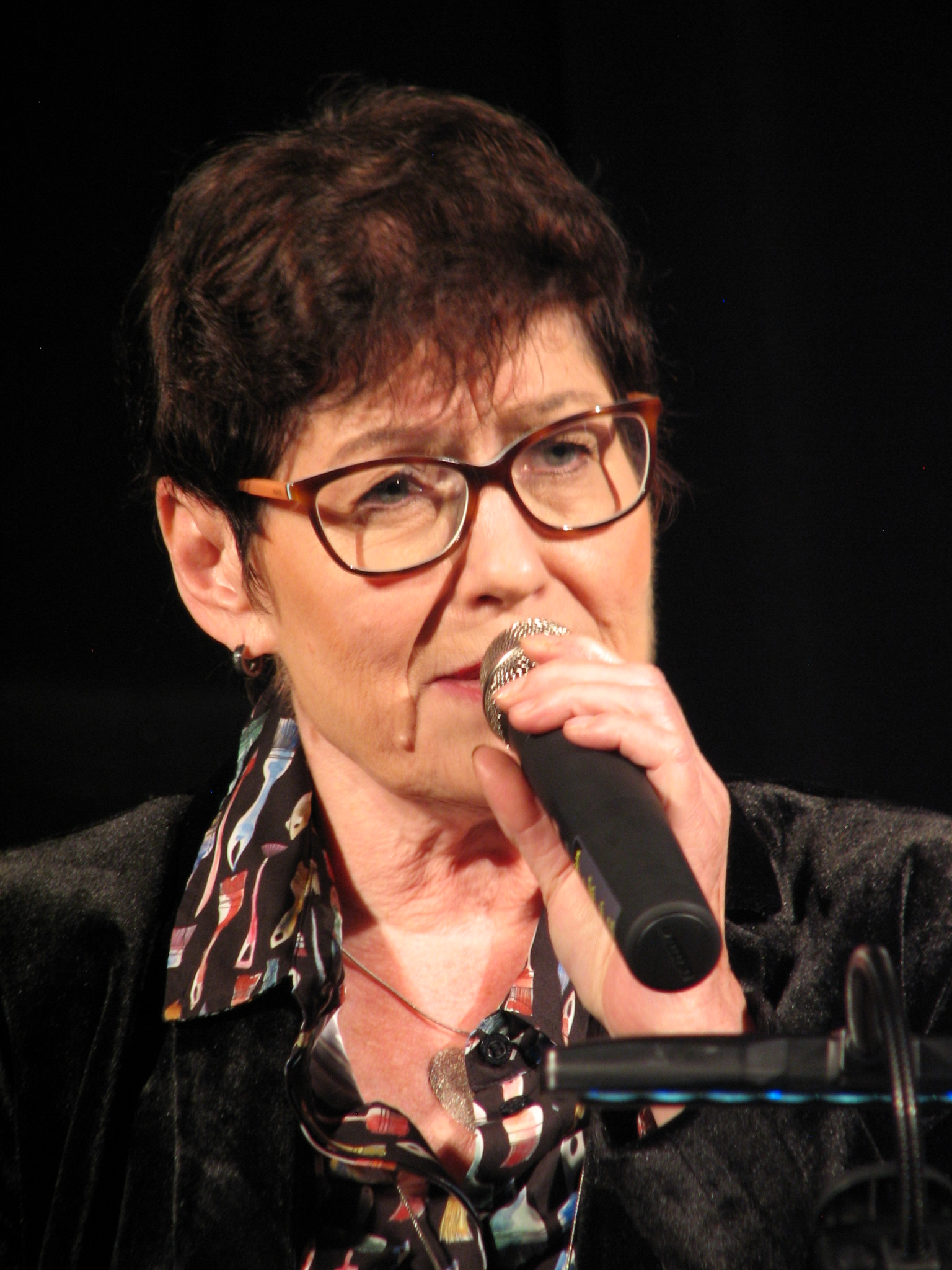
Uschi Brüning, 2018

Uschi Brüning, född 4 mars 1947 i Leipzig, är en tysk singer-songwriter, främst för jazz och soul.
Brüning började 1969 sjunga med studentgrupper och hon blev medlem av Klaus-Lenz-Band. Hon studerade dansmusik och sång vid Musikschule Berlin-Friedrichshain. Efter flera evenemang i Östtyskland hade hon gästspelningar i Polen (1979) och Österrike (1981). Brüning hade många föreställningar tillsammans med andra östtyska musiker som Annekathrin Bürger, Barbara Kellerbauer, Carola Nossek, Manfred Krug och Ernst-Ludwig Petrowsky.

## Publiceringar (urval)
- CD Features Of Use och Enfant (med Petrowsky), 1992/93
- CD Vergeudete Lüste – Jazz, Blues, Chansons, 1995
- Live-CD Not Missing Drums Project, 1995
- CD Swingin Ballads (med Manfred Krug), 2004